# Loes Riphagen
Loes Riphagen (Oene, 5 maart 1983) Is een Nederlandse illustrator en schrijver van kinderboeken. Zij is bekend van haar prentenboeken waarvoor zij zowel de tekst als de illustraties verzorgt.

## Leven en werk
Riphagen volgde de opleiding tot illustrator aan de Willem de Kooning Academie in Rotterdam. Zij woont en werkt in Amsterdam. In 2008 debuteerde Riphagen met haar prentenboek Slaapkamernachtdieren. Hierna verschenen in Nederland de boeken Huisbeestenboel, Superheldjes, Miniheksen, De gele olifant, Vlieg op dikke bromvlieg, Zzz, Kreukel, Bij de neus genomen, De grootste griezel, De nachtmerries van Loes en Coco kan het! van haar hand. Zij schreef en illustreerde ook titels voor buitenlandse uitgeverijen.
Ook illustreerde zij boeken van andere auteurs zoals Alain Clark, Bette Westera, Jozua Douglas, Annie M.G. Schmidt, Martine Bijl, Han van der Vegt, Mark Haaijema en anderen.
Haar boeken zijn in vele landen verschenen o.a. Frankrijk, Rusland, Duitsland, Verenigde Staten, Letland, Finland, Denemarken, China, Korea, Portugal, Japan, Spanje, Estland, Taiwan en Slovenië. In 2013 maakte Riphagen het speciale prentenboek van de Kinderboekenweek in opdracht van de CPNB. 

### Theater
In 2013 bewerkte La compagnie Victor B. Slaapkamernachtdieren tot een Franstalige familievoorstelling die in Namen in première ging. Theater van Santen bewerkte Vlieg op dikke bromvlieg tot een kindervoorstelling die in maart 2015 in Amstelveen in première ging.

### Bekroningen
Haar laatste boek Coco kan het! is verkozen tot Prentenboek van het jaar 2021. Tijdens de Nationale Voorleesdagen 2021 stond dit boek centraal. Coco kan het! werd ook bekroond met de 3x3 Honorable Mention Award in New York. En genomineerd voor de World Illustration Award 2020. In januari 2022 ontving Riphagen voor het boek Zzz het Gouden Boek, aangezien er sinds het verschijnen in 2019 meer dan 75.000 exemplaren waren verkocht.
Eerdere boeken zijn ook meervoudig bekroond. Zo ontving Riphagen voor haar boek Bij de neus genomen de prestigieuze Silver European Design Award 2018 en ook een Global Pinwheel Award of excellence in China. Dit bijzondere boek was ook de winnaar van The Hong Kong Print Awards 2018. De grootste griezel was Finalist van de Ananas Illustration Awards 2018. Bobbi Bolhuis Redder in Nood werd bekroond met de eerste prijs door de Vlaamse Kinderjury. 
Huisbeestenboel werd bekroond met een Vlag en Wimpel 2010 van de penseeljury. Huisbeestenboel werd tevens uitgeroepen tot kerntitel van de Kinderboekenweek 2010. Het boek Superheldjes ontving een nominatie voor de European Design Awards 2012 en werd kerntitel van de Kinderboekenweek 2011. In 2013 kreeg Riphagen de opdracht van de CPNB om het Speciale prentenboek van de Kinderboekenweek te verzorgen.
Riphagen illustreerde Het rode ei, een verhaal van Han van der Vegt. Dit boek werd bekroond met de 2e prijs van de Kinder- en Jeugdjury Vlaanderen 2011/2012.

## Bestseller 60
| Boeken met noteringen in de Nederlandse Bestseller 60 | Jaar van verschijnen | Datum van binnenkomst | Hoogste positie | Aantal weken | Opmerkingen                                        |
| ----------------------------------------------------- | -------------------- | --------------------- | --------------- | ------------ | -------------------------------------------------- |
| Zzz                                                   | 2013                 | 09-10-2013            | 1(2wk)          | 3            | prentenboek van de kinderboekenweek 2013           |
| Coco kan het!                                         | 2019                 | 13-01-2021            | 1(2wk)          | 28           |                                                    |
| Coco kan het!                                         | 2020                 | 13-01-2021            | 2               | 4            | uitvoering met knuffel                             |
| Coco kan het!                                         | 2021                 | 27-01-2021            | 7               | 2            | mini uitvoering voor prentenboek van het jaar 2021 |
| Coco, kijk uit!                                       | 2022                 | 06-04-2022            | 22              | 6            |                                                    |
| Het bos van Coco                                      | 2022                 | 19-10-2022            | 29              | 2            |                                                    |
| Coco en het gekke ding                                | 2024                 | 17-04-2024            | 24              | 7            |                                                    |
| Coco kan het!                                         | 2024                 | 13-11-2024            | 21              | 2*           | kartonboek                                         |